# حماده امام
حماده امام (عربی: محمد يحيى الحرية إمام؛ ۲۸ نوامبر ۱۹۴۳ – ۹ ژانویهٔ ۲۰۱۶) یک ورزشکار اهل مصر بود.
از باشگاه‌هایی که در آن بازی کرده‌است می‌توان به باشگاه ورزشی زمالک و تیم ملی فوتبال مصر اشاره کرد.
وی همچنین بازیکن تیم ملی مصر بوده است.